# Песнь Парок (Брамс)
Песнь Парок (нем. Gezang der Parzen) — кантатно-ораториальное произведение Иоганнеса Брамса.

## История создания
Произведение написано в 1883 году, первое исполнение состоялось в Вене 18 февраля 1883 года(дирижер Ганс Ганслик)

## Литературный источник
Литературным источником сочинения является «Песня парок» из драмы Гёте «Ифигения в Тавриде» на сюжет древнегреческого мифа. У поэта – это заключительный эпизод монолога Ифигении в IV действии: героиня вспоминает песню своей кормилицы. Композитор по-своему трактует текст. Если в драме это рассказ о проклятии Танталова рода, то Брамс проецирует его смысл на всё человечество.
Согласно форме пятичастного рондо текст делится следующим образом:
Рефрен 1

Богов всемогущих страшись, человек!

Державою вечной они завладели	

И властью играют по воле своей
Эпизод 1

Тот бойся их вдвое, кто ими возвышен!

На горных вершинах накрыты для пира столы золотые.

Но вспыхнут раздоры, - и сброшены гости

Постыдно, позорно, в полночные бездны,

И тщетно взывают из мрачной темницы к исчезнувшей правде

А боги пируют на празднике вечном

В заоблачных высях – с одной на другую они переходят.

К ним из ущелий клубится дыхание сраженных Титанов, - 

Как жертвенный ладан прозрачный и легкий.
Рефрен 2

Богов всемогущих страшись, человек!

Державою вечной они завладели	

И властью играют по воле своей
Эпизод 2

Властителей очи уже не сияют иным поколениям,

И прадеда облик, когда-то любимый,

Они избегают во внуке узнать.
Рефрен 3

Так пели три Парки.

Во тьме безотрадной отверженный старец внимал этим песням.

Подумав о внуках, главой он поник.

## Композиционная структура произведения
Композиционную структуру можно рассмотреть как пятичастное рондо со вступлением, однако, также присутствуют черты поэмности.

## Состав исполнителей
Оркестр парный, однако, низкий регистр усилен контрафаготом, тремя тромбонами и тубой, в шестиголосном хоре также усилены низкие голоса за счет Alt II,Bass II.